# Dunker
Dunker neboli norský honič, je středně velké psí plemeno původem z Norska, využívané pro lovecké účely. Dunker vyniká především zvláštními a různorodými zbarveními, která není možné najít u jiných plemen. Mezinárodní kynologická federace (FCI) toto plemeno plně uznává a řadí jej do skupiny honiči a barváři. Oficiální zkratka je DU a číslo standardu je 203.

## Historie
Dunker vznikal v 19. a 20. století účelným křížením různých psů. Oním šlechtitelem byl norský chovatel William Dunker, podle něhož bylo plemeno pojmenováno. Dunker nejvíce genů zdělil z dnes prakticky vyhynulého plemene: ruského harlekýnského honiče. V Norsku panuje dlouhá tradice lovu a právě pro lovecké účely zde vzniklo hned několik plemen, krom dunkera třeba i hamiltonův honič. Tato plemena jsou si stylem lovu poměrně podobná: řídí se především dobrým čichem a po nalezení kořisti ji naženou přímo před svého majitele. Nejčastější kořistí mu byli zajíci a lišky. Mimo hranice Skandinávie je toto plemeno téměř neznámé, nechová se ani v Česku. Podobně jsou na tom i všechny západo- a středoevropské státy.

## Vzhled
Dunker je středně veliký pes obdélníkového rámce, se silnou a lehkou tělesnou konstrukcí. V průběhu šlechtění bylo jeho tělo šlechtěno především pro mrštnost a pružnost. Srst, která pokrývá celé tělo, je rovná, tvrdá, hustá a krátká. Na stehnech a ocasu je osrstění hustší. Možné zbarvení je černé nebo blue merle se světlým pálením, které se vyskytuje častěji. Hmotnost dospělých jedinců je 16 až 22 kg, výška u psů je 50 až 55 cm, u fen 47 až 53 cm.
Hlava je nízko nesená, čistých linií, středně dlouhá. Není klínovitého tvaru. Mozkovna je klenutá, v harmonickém poměru vůči čenichu. Stop vyznačený. Uši jsou zavěšené spíš nízko. Jsou jemné na dotek. Nejsou příliš široké, zužují se ke špičce, která je zaoblená. Jsou zavěšené na plocho, nestáčejí se a nemají vrásky. Přiléhají dobře k hlavě. Oči tmavě zbarvené, kulaté, spíše velké, nevykulené. Mají živý a vyzývavý pohled. U jedinců se zbarvením blue merle se vyskytují dvoubarevné oči. Zuby musí mít nůžkový skus. Krk je středně dlouhý a bez laloku. Hřbet pevný, rovný, spíše krátký a úzký. Ocas je prodloužením hřbetní linie, od kořene ke špičce se zužuje. Je šavlovitého tvaru. Nohy jsou dlouhé, svalnaté, ale úzké. Zakončené poměrně mohutnými kulatými tlapkami. Drápky mohou být čistě bílé nebo černé v závislosti na zbarvení.

## Povaha
Povahově je dunker bystrý, inteligentní, energický a lovecky upotřebitelný pes s vlohami především pro nahánění zvěře. Naopak aportování není jeho příliš velkou oblibou. Rychle se učí a jeho výcvik není náročný. Vůči své rodině je dunker oddaný a loajální. Je vždy klidný a vyrovnaný, nikdy ne nervózní nebo agresivní. Zároveň ale může být i tvrdohlavý. K dětem se chová přátelsky a leckteré jejich hry přetrpí. Vůči cizím je lhostejný, ale pořád zůstává ostražitý; je schopný kdykoliv do krve svoji rodinu i majetek bránit. Je to dobrý hlídač, který na každého kolemjdoucího upozorní hlasitým štěkotem, zároveň imponuje i velikostí a houževnatým zjevem. S jinými psy je schopný vycházet i spolupracovat při lovu, jinak si jich příliš nevšímá. Pro norského honiče je těžké vycházet s jinými zvířaty, především kvůli jeho loveckému pudu, který mu velí zvíře pronásledovat. Pokud s nimi má vyjít, je nutné, aby si na ně od štěněcího věku zvykal.

## Nároky
Dunker se hodí pro aktivního člověka, nejlépe myslivce, se kterým bude mít možnost vybít svoji energii. Vyžaduje hodně volného pohybu a pokud se mu ho nedostane, může majitel následky pociťovat především na zničené zahradě. Toto psí plemeno se hodí i pro celoroční pobyt venku, samota mu nedělá problém. Naopak se nehodí do města a už vůbec ne do bytu. Srst je nenáročná, s podsadou, takže líná 2x ročně (na jaře a na podzim).